# Miguel Ángel Rodríguez Bajón
Miguel Ángel Rodríguez Bajón, más conocido como Miguel Ángel Rodríguez o MAR (Valladolid; 21 de enero de 1964), es un consultor de comunicación, político del Partido Popular (PP) y escritor español, que ejerce como director del Gabinete de Isabel Díaz Ayuso, presidenta de la Comunidad de Madrid. Fue Secretario de Estado de Comunicaciones y portavoz del Gobierno de Aznar entre 1996 y 1998.

## Biografía
Aunque solo tiene estudios de Bachillerato, fue redactor de El Norte de Castilla, y colaborador y corresponsal de La Vanguardia, Radio Nacional de España, Agropopular, Cadena COPE, El País y el circuito regional de TVE en Castilla y León. También ha colaborado como articulista diario en el periódico La Razón.
Colaborador de José María Aznar, durante su mandato en Castilla y León, donde asumió el cargo de portavoz de la Junta de Castilla y León. Más tarde pasó a ser director de Comunicación del Partido Popular, de 1988 a 1996.
En 1996 fue nombrado Secretario de Estado de Comunicación del gobierno de José María Aznar que acababa de ganar las elecciones generales. El 11 de julio de 1998, ante las peticiones de cese de varios dirigentes del Partido Popular que consideraban que el Ejecutivo adolecía de un perfil "excesivamente partidista" e incluso "sectario", Rodríguez dimitió de acuerdo con Aznar que quería dar una imagen más centrista de su gobierno.
El 17 de julio de 1998 el Gobierno le condecoró con la Cruz de la Orden de Isabel la Católica.
Tras su cese en el gobierno, abandonó la política activa y pasó a ser presidente de la multinacional CARAT España (de 1999 a 2006), y a su vez ha colaborado editando videos para la FAES: La caída del muro del Berlín, y Tras la masacre, este sobre el atentado en Madrid del 11 de marzo de 2004. Igualmente, fue el responsable de los actos conmemorativos del Centenario del Real Madrid Club de Fútbol, en 2002.
A partir de 2004, sus actividades principales son el periodismo, la Comunicación, el asesoramiento de imagen y la literatura. Es autor de seis novelas: Marta, Las últimas horas del barrio de la cruz, El candidato muerto, La Trama Gladio, Gemelas y La cruz secreta de Carlos I y V. Asimismo, es autor de dos ensayos políticos: "Y Aznar llegó a presidente" y "Así habló Zapatustra".
Colaboró como analista político en distintos medios de Comunicación españoles de prensa, radio y televisión: en el programa La tarde con Cristina, de la Cadena COPE; en 59 Segundos, de TVE; Espejo Público, de Antena 3; Alto y claro, de Telemadrid; DBT, de Canal 9; La Noria, de Telecinco; Herrera en la Onda, de Onda Cero; Curri y compañía, de La 10; El cascabel al gato de Canal 13 TV.
En 2006 creó una página Web española de contenido informativo puramente televisivo, www.nuevatelevision.es, de la que era editor. Su web cobró casi 600.000 euros en anuncios publicitarios de la empresa pública de agua madrileña, el Canal de Isabel II, más dinero que, por ejemplo, la cadena Onda Cero que es la tercera emisora de radio de España con cerca de 1,9 millones de oyentes, cuando nuevatelevision.es apenas tenía audiencia.
Desde marzo de aquel mismo año y hasta diciembre de 2008 fue director de su propio programa en Popular TV, La noche de Miguel Ángel Rodríguez.[cita requerida]
Ese mismo año fue investigado por la Fiscalía Anticorrupción a su empresa Carat S.A. por haberle sido otorgadas "a dedo, sin concurso y trámite previo" campañas publicitarias por Eduardo Zaplana, ministro de Trabajo.
En 2009 creó la empresa Movilgol.
Desde enero a abril de 2011 presentó el programa La vuelta al mundo en la cadena de televisión Veo Televisión.
El 3 de mayo de 2013 fue detenido por conducir en estado de embriaguez, chocando contra varios coches aparcados. Cuadruplicaba la tasa de alcohol permitida.
Es consultor de Comunicación y experto en publicidad[cita requerida]. Isabel Díaz Ayuso le fichó como su jefe de campaña en 2019, así como en las elecciones de 2021. En plena crisis del coronavirus le nombra director de su gabinete de la Comunidad de Madrid.
En un documento redactado por la Unión Europea en julio de 2024 sobre el estado de derecho en España se le citó expresamente como un peligro para este. Además instaba a las autoridades españolas a "investigar de forma inmediata y transparente las amenazas y falsas acusaciones proferidas contra periodistas [...] y garantizar que se haga justicia" y se daba el nivel dos de alerta (una amenaza a la libertad de prensa) lo que conllevaba una petición de investigación a España.

## Relaciones con los medios de comunicación
Miguel Ángel Rodríguez es conocido por sus frecuentes intervenciones en los medios de comunicación, de los que dijo "No necesitas comprar a un medio de comunicación; basta con que seas su mejor cliente"; especialmente en televisión, que han generado alguna que otra polémica.
El 17 de mayo de 1997, fue denunciado ante la Comisión Constitucional del Parlamento por el empresario Antonio Asensio, presidente de Antena 3, por haberle amenazado el 24 de diciembre de 1996 con represalias contra él y sus empresas si se llevaba a cabo el pacto con Canal+ para compartir los derechos televisivos de los clubes de fútbol. Asensio aportó también escritos de otros directivos de Antena 3 que habían recibido amenazas parecidas contra él de Rodríguez.
En 2013, como colaborador de El gato al agua, tras tachar a El Gran Wyoming de cocainómano por abordar el tema de su conducción bajo los efectos del alcohol, afirmó estar investigando con quien ejercía de camello el presentador de la Sexta.
En 2014, como colaborador de Espejo público, deseo que fusilaran al político Artur Mas i Gavarró. Debido a esto el Consejo del Audiovisual de Cataluña (CAC) lo denunció «por introducir elementos de violencia en el debate público» y «atentar contra la reputación personal». Tras dicha denuncia MAR afirmó que «el CAC debe ser destruido» y «lucharé por ello».
En 2019 tuvo un cruce de declaraciones con la pareja Espinosa de los Monteros-Monasterio a través de Twitter, actual X: A un tuit en el que Espinosa de los Monteros intentaba ridiculizar a la Cadena SER por publicar que su esposa no tenía licencia de arquitecta, Rodríguez replicó: "Jódete,imbécil: Avalmadrid. Así os empuren. Idiotas!" a lo que contestó el entonces miembro de Vox aludiendo a su condición de borracho.
En abril de 2022, después del acto de toma de posesión de Alfonso Fernández Mañueco como presidente de la Junta de Castilla y León, empujó bruscamente a la periodista Andrea Ropero mientras le hacía una pregunta a Isabel Díaz Ayuso —para la que trabaja como asesor desde 2019—. Por este hecho se pidió su comparecencia en la Asamblea de Madrid, al considerar varios de sus diputados y personalidades que había cometido «un ataque a la libertad de prensa».
En marzo de 2024, amenazó a una periodista del elDiario.es en una conversación privada por WhatsApp diciéndole: «Os vamos a triturar. Vais a tener que cerrar. Que os den. Idiotas.»Una semana después y en el mismo contexto, la investigación de Alberto González Amador, pareja de Isabel Ayuso, por dos delitos relativos al impuesto de sociedades de 2020 y 2021 y de un delito de falsedad en documento mercantil, difundió un bulo en el que acusaba a dos periodistas de El País de ir encapuchados e intentar asaltar la vivienda de la presidenta. Varios medios de comunicación y libelos considerados de derecha y ultraderecha se hicieron eco de él. Al día siguiente admitió que mentía. En enero de 2025, el PSOE lo denuncia por un delito de revelación de secretos por obtener de la policía los datos de los periodistas de El País y filtrarlos a distintos medios de comunicación como represalia.
Tras los hechos acontecidos dicho mes, las diferentes asociaciones de prensa denunciaron coacciones por parte de MAR por atentar contra el derecho a la información.
Además mediante las redes sociales anunció varios bulos sobre el fiscal García Ortiz al que llegó a vaticinarle su entrada en prisión.

## Condenas judiciales
Miguel Ángel Rodríguez fue condenado el día 25 de abril de 2011 por un delito continuado de injurias graves realizado con publicidad contra el anestesista y excoordinador de Urgencias del Hospital Severo Ochoa de Leganés el doctor Luis Montes a pagar una multa de 30 euros diarios durante once meses y a indemnizarle con 30 000 euros.

## Obras
- Novela: Marta, Everest 1989.
- Novela: Las últimas horas del barrio de La cruz, Plaza & Janés, 1993.
- Novela: El candidato muerto, Plaza & Janés, 2000.
- Cuento infantil: El niño del palo de fuego, Everest, 2001.
- Novela: La trama Gladio, Plaza & Janés, 2005. Alejandro Gayú,
- Teatro: Una comedia y dos dramas: El Innovador, Madrid 2007.
- Novela: Gemelas, Algaida Editores, Sevilla, 2008.
- Novela: La cruz secreta del Emperador, Algaida Editores, Sevilla, 2008.
- Ensayo: Y Aznar llegó a presidente, La Esfera de los Libros, Madrid, 2010.
- Ensayo: Así habló Zapatustra. El fracaso de un izquierdista radical en el poder, La Esfera de los Libros, Madrid, 2010.